# ゲームやろうぜ!
ゲームやろうぜ!は、ソニー・コンピュータエンタテインメントが行っていたゲームクリエイター発掘オーディション。
本イベントは1995年より1999年まで計6回開催され、ゲームの企画・プログラム・デザイン等を募集した。優秀な企画はPlayStation用ゲームソフトとして商品化されたほか、クリエイターはSCEに採用されたり、のちに法人として独立した制作チームもあった。

## 主な制作チーム
- シフト（XI[sai]シリーズ[1]）
- アルヴィオン（サーカディア、チェインダイブ）
- ボンバーエクスプレス（どこでもいっしょシリーズ[1]）
- デザートプロダクション（激走トマランナー、ブラボーミュージック[1]）
- すさみ（パネキット）
- アディソフトウェア（アディのおくりもの）
- ピクセルアーツ（スカイガンナー）
- Promisence（ドッチメチャ!）
- Zealsoft（ベアルファレス）

## ゲームやろうぜ!2006
2005年秋に開催されたオーディション。当企画から生まれたゲームに『無限回廊』『MyStylist』『勇者のくせになまいきだ。』がある（いずれもPlayStation Portable用ソフト）。

## プレイステーション・キャンプ!
2008年に開催されたオーディション。当企画から生まれたゲームに『100万トンのバラバラ』『TOKYO JUNGLE』『Rain』がある。